# ياصيد
ياصيد هي قرية فلسطينية تتبع نابلس. يحدها من الشرق وادي الفارعة، ومن الشمال سيريس وميثلون، ومن الغرب بيت إمرين وجبع، ومن الشمال عصيرة الشمالية وطلوزة.

## التسمية
ورد في الرواية الشعبية المتداولة أن كلمة ياصيد تعني عش النسور، باللاتينية "يا" تعني عُش، و"سيد" تعني النسور، أما أصل التسمية تاريخياً فقد ورد ذكر ياصيد في أوستراكا السامرة في القرن التاسع قبل الميلاد باسم "ياسات" أو "ياسيت" (بالعبرية: יצת)، ثم ورد ذكرها لاحقاً في فسيفساء رحوب في القرن السادس للميلاد باسم "ياسد" كقرية تابعة لمنطقة سبسطية.

## الموقع
تقع ياصيد إلى الشمال من مدينة نابلس على مسافة حوالي 15 كم منها على جبل يرتفع 890 متر عن سطح البحر، وتعد القرية من أجمل قرى المنطقة بأكملها من الناحية الطبيعية، وتسمى لؤلؤة الشمال، وذلك لانها تقع على أعلى سلسلة جبلية في المنطقة وهي محاطة بالأشجار من جميع الجهات حيث تزرع فيها أشجار الزيتون والتين واللوزيات والرمان والأسكادنيا، كما تعد من انسب المناطق لزراعة التفاح كونها منطقة جبلية عالية تتمتع بمناخ مميز.
يتميز الموقع الجغرافي للقرية أنه يشرف على جبال المملكة الأردنية الهاشمية الغربية من الشرق مثل جبال السلط ومنطقة كفرنجة في عجلون ومنطقة العارضة، ومن الشمال وعلى بعد 2كم يمكن رؤية جبل الشيخ ومرتفعات الجولان والجليل بوضوح في الأيام الصافية، ومن الغرب يمكن رؤية ساحل البحر الأبيض المتوسط في الأيام الصافية، ومن الجنوب تشرف على معسكر إسرائيلي على جبل عيبال وبعض مناطق نابلس الغربية وقرى نابلس الشرقية.

## التركيبة السكّانيّة

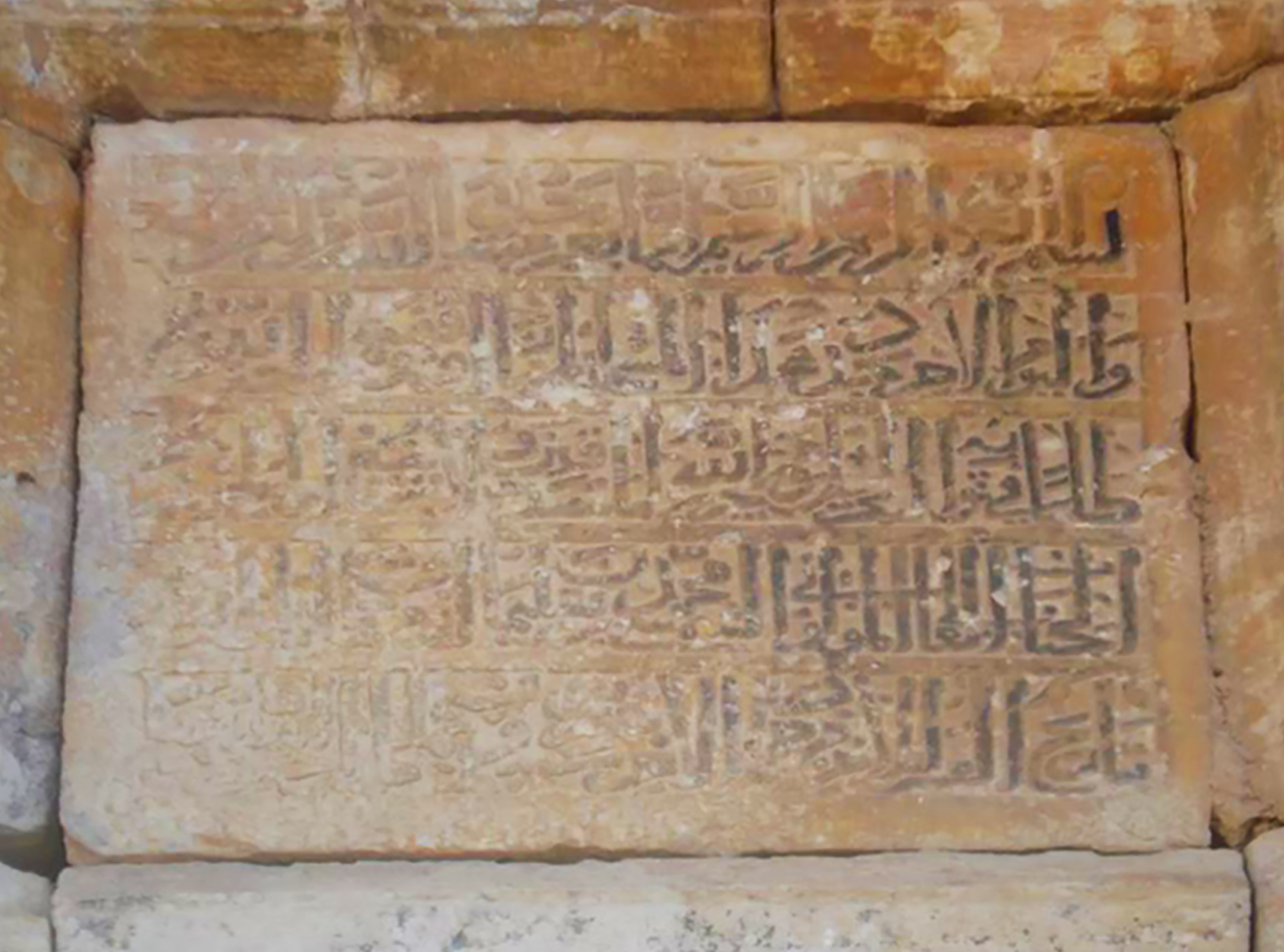
الحجر القديم المنقوش على مدخل المسجد الغربي القديم في ياصيد والذي يعود تاريخه إلى أكثر من 600 عام

يوجد في ياصيد العديد من المتعلمين والمثقفين وحفظة القران الكريم وحفظة التاريخ العربي والإسلامي وجامعي التراث الفلسطيني، وهناك العديد من أبناء القرية المغتربين في أوروبا والخليج العربي وأمريكا.

يوجد في ياصيد عدة عائلات من أشهرها عائلة ظاهر التي يعود نسلها إلى ظاهر العمر الزيداني ملك الجليل في القرن الثامن عشر، وعائلة مشاقي ، وبعض العائلات الصغيرة التي قدمت إلى القرية من مناطق مجاورة مثل جرادات وسمارة.

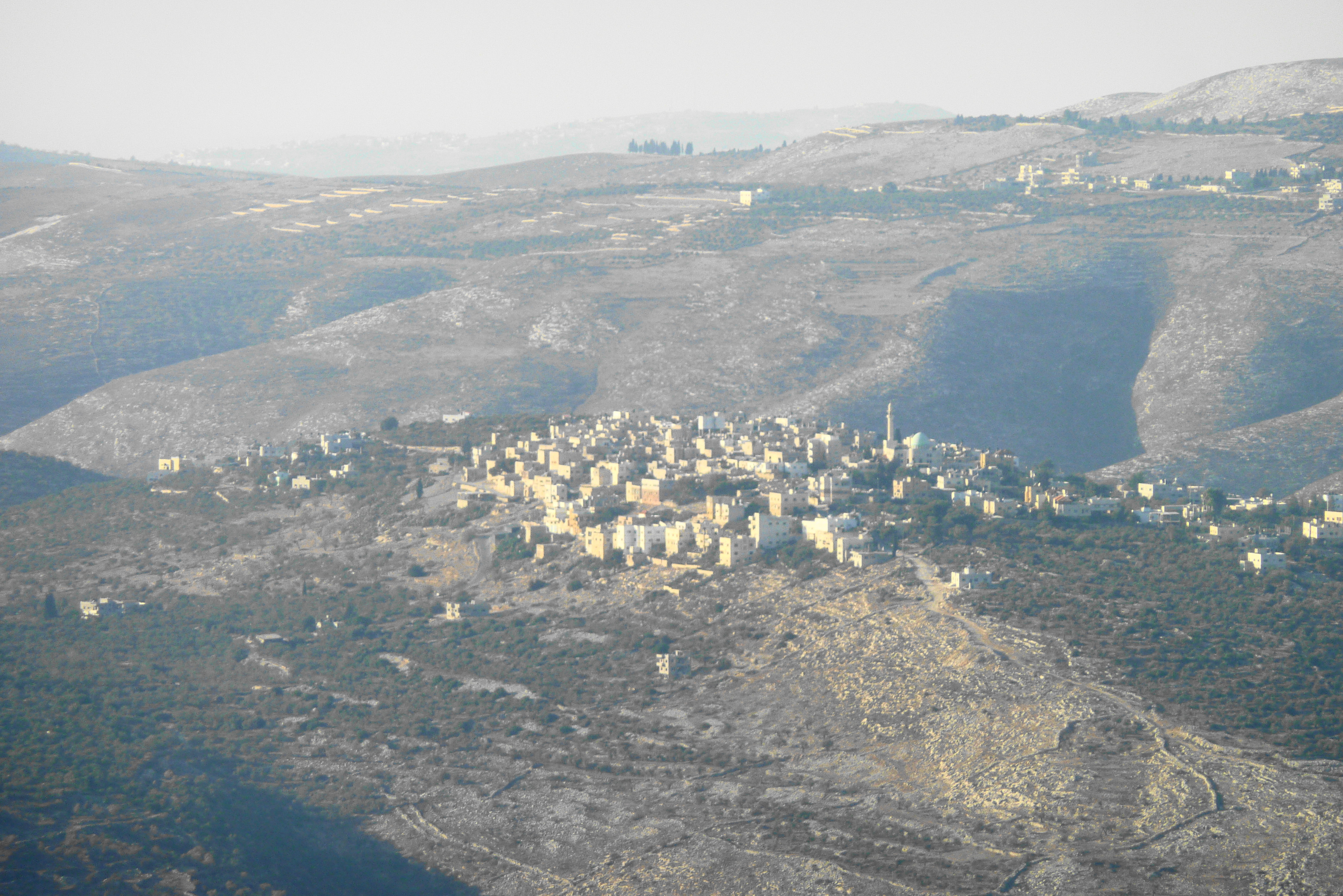
صورة لقرية ياصيد في نابلس

## التاريخ والآثار
تم العثور في ياصيد على آثار وقطع فخارية من العصر الحديدي والفارسي والروماني والبيزنطي والإسلامي المبكر والعصور الوسطى.
ويوجد في القرية مبانٍ أثرية قديمة مثل المسجد العُمري القديم الموجود في وسط البلدة ويحيط به عدد من المباني القديمة التاريخية، والمسجد الغربي «الجامع الغربي القديم» الذي يحمل لوحة حجرية قديمة يدل النقش عليها أن هذا الجامع كان قد تم تجديده في القرن الخامس عشر الميلادي، والنص المكتوب على النقش:
«بسم الله الرحمن الرحيم ، إنما يعمر مساجد الله من آمن بالله و اليوم الآخر ، جدّد هذا المسجد المبارك ووقفه لوجه الله تعالى طلباً في ثوابه الجزيل يوم يجزي الله المتصدقين ولا يضيع أجر المحسنين الجناب العالي المولوي الشّمسي محمد بن سليمان بن مشّاق أثابه الله، بتاريخ العشر الآخر من جماد الآخر سنة عشرين وثمان مائة ، أحسن ما فيها»
وقد تم ترميم هذا المسجد حديثاً من قبل أهل القرية، وهناك سجون قديمة أثرية في المنطقة الغربية من القرية وعقود وصهاريج ومدافن منقورة في الصخر تعود إلى عائلة ظاهر العمر.